# 성지송학중학교
성지송학중학교(聖地松鶴中學校)는 대한민국 전라남도 영광군 군서면 송학리에 위치한 사립 중학교이다.

## 학교 연혁
- 1999년 7월 9일 : 특성화중학교 중학과정 설립추진 발의
- 2001년 3월 5일 : 원불교 중앙총부 원의회 특성화중학교 기관 설립 결의 및 승인
- 2001년 10월 31일 : 성지송학중학교 설립인가(전라남도 교육감)
- 2001년 11월 27일 : 전라남도 교육청 특성화 중학교 지정 고시
- 2002년 3월 4일 : 개교 및 입학
- 2003년 2월 14일 : 제1회 졸업 13명
- 2005년 3월 2일 : 전라남도 교육청 자율학교 시범학교 지정(5년간)
- 2015년 3월 2일 : 전라남도교육청 자율학교 재지정(5년간)
- 2020년 3월 2일 : 전라남도교육청 자율학교 재지정(5년간)
- 2022년 3월 2일 : 제8대 하승균 교장 취임
- 2024년 1월 5일 : 제22회 졸업 (총 590명)

## 참고 자료
- 성지송학중학교 - 한국교육학술정보원 학교알리미